# غدب ثنائي اللون
غدب ثنائي اللون (باللاتينية: Scrophularia bicolor ) هو نوع نباتي يتبع جنس الغدب من الفصيلة الغدبية.